# ケンユウオフィス
株式会社ケンユウオフィス（英: Kenyu Office Company, Limited）は、日本の声優事務所。日本声優事業社協議会会員。

## 概要
2002年4月に声優の堀内賢雄がぷろだくしょんバオバブから独立し設立。堀内は代表取締役を務める。
付属養成所のtalk back（東京）が併設されており、新人の育成も手がけている。ほか、2017年からは大阪にネクシード、プランダス、ステイラックとの共同運営の養成所・K.N.P.S,BRAINSが存在する。
かつての本社所在地は東京都渋谷区桜丘町。2019年9月17日より東京都新宿区新宿に移転した。

## 所属声優
2024年10月時点。

### 男性
| あ行 - 青山穣 - 赤城進 - 朝比奈拓見 - あべそういち - 魚建 - 岡井カツノリ - 岡田貴之 か行 - 梶川翔平 - かぬか光明 - 菊池正美 - 菊池通武 - 木下尚紀 - 隈本吉成 - 後藤光祐 | さ行 - 斉藤次郎 - 佐久間元輝 - 三瓶雄樹 - 下妻由幸 - 塾一久 - 鈴木裕斗 - 関輝雄 た行 - 高野憲太朗 - 田島章寛 - 田島裕也 - 露崎亘 - 寺島惇太 - 辻井健吾 - 徳本恭敏 な行 - 名村幸太朗 - 奈良徹 - 成瀬誠 - 新田英人 | は行 - 長谷川俊介 - 花輪英司 - 林和良 - 藤井啓輔 - 堀内賢雄（代表取締役） - 堀越省之助 | ま行 - 間宮康弘 - 三浦潤也 - 宮本淳 - 宮本誉之 や行 - ヤスヒロ - 山内健嗣 - 山中真尋 - 吉野貴大 - 米田基裕 |

### 女性
| あ行 - 池本小百合 - 石田嘉代 - 岡嶋妙 - 岡田恵 か行 - 片岡身江 - 片貝薫 - 亀岡真美 - 川島悠美 - 河原木志穂 - 菊池こころ - 岸本百恵 - 許綾香 - 木下紗華 - 熊谷海麗 - 栗田エリナ - くわばらあきら - 小出悦子 - 近藤唯 | さ行 - 笹井千恵子 - 里郁美 - 佐藤みゆ希 - 沢田泉 - 所河ひとみ - 新谷真弓 - すずき紀子 た行 - 高口幸子 - 高橋まゆこ - 武田華 - 橘U子 - 戸田めぐみ | な行 - 夏谷美希 - 波乃りん - 七海乃麻 は行 - 美々 - 深田愛衣 - ふじたまみ ま行 - 松井暁波 - 松下木聖 - 松本さち - 松本沙羅 - 真山亜子 - 三木美 - 宮沢きよこ や行 - 八木かおり - 矢口アサミ - 山口立花子 - 優希知冴 わ行 - 渡部優衣 |

## 準所属声優

### 男性
| あ行 - 石黒史剛 - 閻子丹 - 小野寺悠貴 か行 - 粕谷大介 | な行 - 中西正樹 は行 - 藤田将利 - 星祐樹 ま行 - 宮瀬尚也 わ行 - 渡辺紘 |

### 女性
| あ行 - 愛ともえ - 秋山絵理 - 新井笙子 - いしかわひとみ - 大西綺華 - 岡村明香 か行 - 城内由茄子 - 京花優希 - 栗坂南美 さ行 - 坂本悠里 た行 - 高岸美里亜 - 田中奏多 | ま行 - 森嵜美穂 や行 - 柚木尚子 - 由野ロビン |

## 預かり声優

### 男性
| あ行 - 尾高泰輝 - 小野原沙月 か行 - kayto - 黒川真紗也 - 小堀真生 さ行 - 新保英幸 な行 - 野澤慧 は行 - 萩原周大 - 星野煌季 ま行 - 町田壮汰 |

### 女性
| あ行 - 伊南羽桜 - 榎沢直 か行 - 児島ちはる さ行 - 汐見理生 - 白川聖 - 瀬野さわ | た行 - 高田侑果 - 竹内来羽 - 田中伊千花 な行 - 中嶋美風雪 - 望見 |

## かつて所属していた声優

### 男性
- 青木誠（フリー）
- 池田祐輔（現所属：オフィス薫）
- 浦田わたる (現所属: スワロウ)
- 織田圭祐（引退）
- 木村武文（フリー）
- 蔵内よしはる（現所属：れおマカナ）
- 河野裕
- 古宮吾一
- 酒井相一郎（フリー）
- 佐野康之（在籍中に死去）
- 菅俊哉（現所属：ガジェットリンク）
- 菅沢公平（現所属：ぐるーぷ・インパクト）
- 田内裕一
- 拓磨
- たてかべ和也（元取締役、在籍中に死去、HPには永劫所属として名前が掲載されている）[8]
- 長門三照
- 沼尾幸作（現所属：EARLY WING）
- 根津貴行（現所属：アル・シェア）
- 濱野雅嗣
- 速水秀之
- 平川嵐（フリー）
- 古澤融（現所属：ロウノーツ エージェンシー代表）
- 古田信幸（在籍中に死去）
- 宝亀克寿（現所属：青二プロダクション）
- 御園行洋（現所属：花組芝居）
- 宮下弘充（現所属：三木プロダクション）
- 諸岡圭亮（現所属：ミュージックバンカー）
- 米田直嗣

### 女性
- 飯塚雅弓（現所属：アクロスエンタテインメント）
- 稲垣美和子（フリー）
- 岩村琴美（フリー）
- 江里夏（現所属：クレール）
- 岡本理絵（フリー）
- 書上春菜（現所属：BLACK SHIP）
- 川本知枝（現所属：ブラッシュアップ・ワン）
- 桐山ゆみ
- 小谷純子（現所属：ワイワイワイ）
- 小林志保（現所属：パワー・ライズ（預かり））
- 坂下純美（現所属：マック・ミック）
- 佐久間麻未
- 沢谷有梨（引退）
- 塩原美鈴（現所属：アールグルッペ）
- 品田美穂
- 渋川あかね（現所属：たむらプロ）
- 清水千恵
- たかしたみか（フリー）
- 高梁碧（現所属：ステイラック）
- 宝木久美（現所属：Rush Style（預かり））
- 竹田小春
- 成田佳恵（現所属：アイ・タクト）
- 新田万紀子（在籍中に死去）
- 聖みほ子
- 平井理子（フリー、エスエスピー（業務提携））
- 福井美樹（引退）
- 福山綾夏
- 藤野彩水（現所属：DRプロジェクト）
- 北斗利佳（現所属：ALBA）
- 堀江真理子（現所属：マーリエ・プロジェクト代表）
- 間宮知子（現所属：NEWSエンターテインメント）
- 山田智子（フリー）